# Hot Milk
Hot Milk è un film del 2025 scritto e diretto da Rebecca Lenkiewicz. 
La pellicola è l'adattamento cinematografico del romanzo Come l'acqua che spezza la polvere di Deborah Levy.

## Trama
Rose è una donna irlandese costretta su una sedia rotelle da una misteriosa malattia che la affligge. Nella speranza di farsi curare da un guaritore, si reca ad Almería insieme alla figlia Sofia che ha interrotto gli studi universitari per prendersi cura della madre. Qui Sofia sperimenta la libertà per la prima volta e si invaghisce di Ingrid.

## Produzione
Le riprese principali si sono svolte in Grecia nell'estate 2023 e hanno coinvolto Maratona e Atene.

## Promozione
Una prima clip del film è stata diffusa da MUBI il 10 febbraio 2025.

## Distribuzione
Il film è stato presentato in anteprima mondiale il 14 febbraio 2025 durante la 75ª edizione del Festival internazionale del cinema di Berlino, in concorso per l'Orso d'oro. La distribuzione nelle sale britanniche e irlandesi è prevista per il 30 maggio seguente.

## Accoglienza
L'aggregatore di recensioni Rotten Tomatoes riporta un indice di gradimento del 42% a fronte di dodici recensioni.

## Riconoscimenti
- 2025 – Festival internazionale del cinema di Berlino
  - In concorso per l'Orso d'oro
  - In concorso per il Teddy Award[4]